# Ojo in Oz
Ojo in Oz (1933) é o vigésimo-sétimo livro sobre a terra de Oz criada por L. Frank Baum e o décimo-terceiro escrito por Ruth Plumly Thompson. Foi ilustrado por John R. Neill.